# Adrian Leon Barišić
Adrian Leon Barišić (Stuttgart, 19 de julio de 2001) es un futbolista bosnio, que juega en la demarcación de defensa para el F. C. Basilea de la Superliga de Suiza.

## Selección nacional
Tras jugar con la selección de fútbol sub-19 de Bosnia y Herzegovina y la sub-21 hizo su debut con la selección absoluta el 17 de junio de 2023 en un partido de clasificación para la Eurocopa 2024 contra Portugal que finalizó con un resultado de 3-0 a favor del combinado portugués tras los goles de Bernardo Silva y un doblete de Bruno Fernandes.

## Clubes
| Club                      | País    | Año       | Partidos | Goles |
| ------------------------- | ------- | --------- | -------- | ----- |
| N. K. Osijek II           | Croacia | 2018-2021 | 57       | 0     |
| N. K. Osijek              | Croacia | 2021-2022 | 5        | 0     |
| Frosinone Calcio (cedido) | Italia  | 2022      | 12       | 1     |
| N. K. Osijek              | Croacia | 2022-2023 | 32       | 1     |
| F. C. Basilea             | Suiza   | 2023-     | 57       | 1     |

## Palmarés

### Títulos nacionales
| Título             | Club          | País  | Año  |
| ------------------ | ------------- | ----- | ---- |
| Superliga de Suiza | F. C. Basilea | Suiza | 2025 |
| Copa de Suiza      | F. C. Basilea | Suiza | 2025 |